# コロマール
コロマール （Colomars、ニサール語:Couloumas）は、フランス、プロヴァンス＝アルプ＝コート・ダジュール地域圏、アルプ＝マリティーム県のコミューン。ニソワ地方の一部であり、住民が普段使う言語はニサール語である。

## 地理
西のヴァール川谷、東のショーヴ山地とに挟まれたコロマールは住宅地である。いくつかの集落で構成されているがその一部はコル・ジェルメーヌ地区のように高速インターネットがほぼ皆無である。マツ、ハリエニシダ、美しい茂みやブドウ畑で覆われた丘陵地帯である。

## 歴史
コロマールは1070年につくられたとき、サン・ポンス・ド・ニース修道院の資産であると、領主ランボー・ド・ニースとロスタン・ド・グレオリエールの子供たちによって保証されていた。
大統領パトリス・マクマオンが署名した1874年6月2日のデクレにより、コロマール、アスプルモン、カスタニエは分離して3つのコミューンとなった。

## 人口統計
| 1962年 | 1968年 | 1975年 | 1982年 | 1990年 | 1999年 | 2006年 | 2010年 |
| ------ | ------ | ------ | ------ | ------ | ------ | ------ | ------ |
| 679    | 979    | 1241   | 1714   | 2307   | 2876   | 3161   | 3290   |

参照元:1999年までEHESS、2000年以降INSEE